# Carl Woese

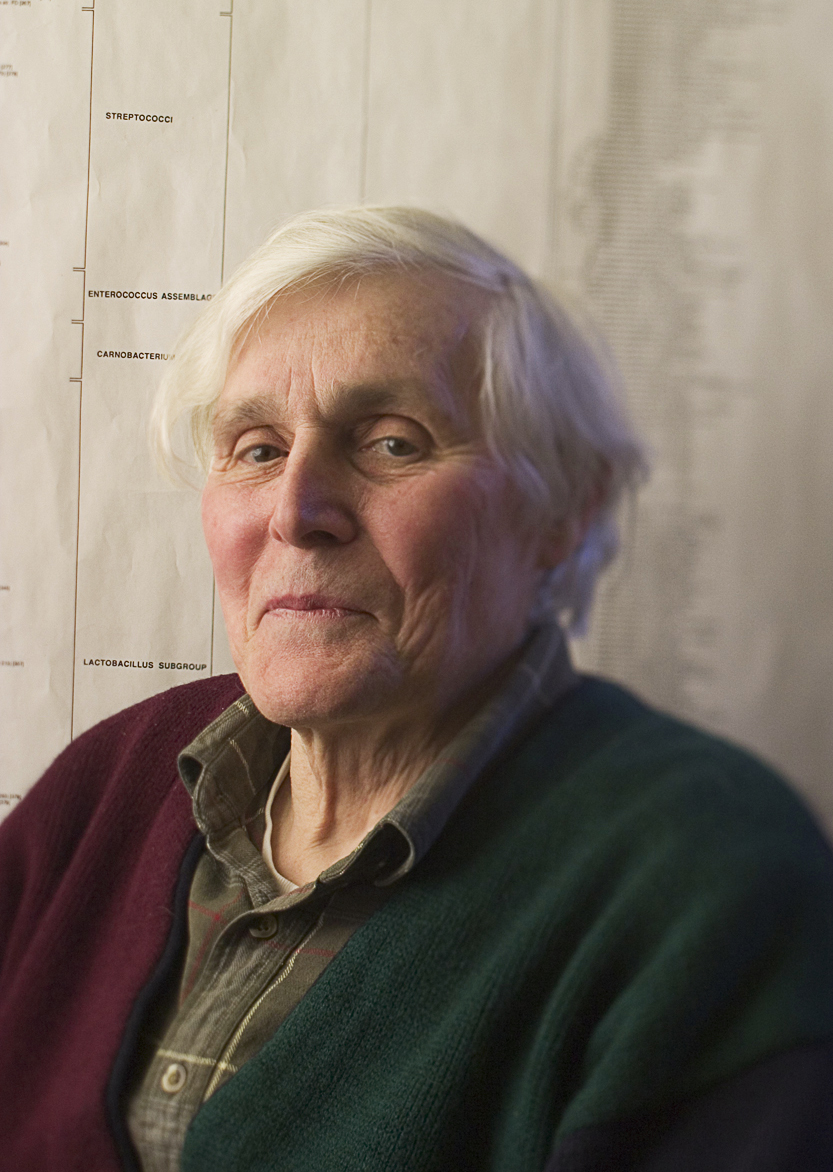
Carl Woese, 2004

Carl Richard Woese ([woʊz]; * 15. Juli 1928 in Syracuse, New York; † 30. Dezember 2012 in Urbana, Illinois) war ein US-amerikanischer Mikrobiologe und Evolutionsbiologe. Er wurde bekannt durch seine Arbeiten über die Evolution der Zellorganisation von Bakterien und Archaeen, die genetische Phylogenese und die grundlegende Einführung der Archaeen (Archaea) als eine neue Domäne neben den Bakterien (Bacteria) und den Eukaryoten (Eukaryota). 1967 schlug er die Priorität der RNA über die DNA vor, eine Theorie, die 1986 von Walter Gilbert aufgegriffen und als RNA-Welt-Hypothese bekannt wurde.

## Laufbahn
1950 schloss er am Amherst College mit dem B.A. in Mathematik und Physik ab. 1953 erhielt er den Doktor in Biophysik an der Yale University. Von 1953 bis 1960 war er als Postdoc im Fach Biophysik an der Yale University weiter tätig.
Von 1960 bis 1963 arbeitete er als Biophysiker am General Electric Research Laboratory, anschließend am Institut Pasteur in Paris. Seit 1964 war Woese Professor für Mikrobiologie am Center for Advanced Study an der University of Illinois at Urbana-Champaign.

## 3-Domänen-Modell

Phylogenetischer Baum basierend auf rRNA-Genen

Carl Woese und Otto Kandler schlugen im Jahr 1990 vor, das 3-Reiche- bzw. 5-Reiche-Modell zu verwerfen zugunsten eines Modells mit 3 Domänen: die Domänen der Bacteria, der Archaea und der Eukarya. Durch die Einführung der neuen Domäne der Archaeen änderten sie die Basis des evolutionären Stammbaums. Woeses phylogenetische Taxonomie beruht auf der Grundlage genetischer Untersuchungen (vergleichender Sequenzanalyse der ribosomalen 16S rRNA von vielen verschiedenen Mikroorganismen) im Gegensatz zu der bisherigen Einteilung nach phänotypischen Unterschieden. Je ähnlicher ihre rRNA-Sequenzen, desto näher sind Organismen miteinander verwandt. Dies brachte ihm viel Kritik ein, auch von berühmten Biologen wie Salvador Luria und Ernst Mayr. Nicht ohne Grund bezeichnete die Zeitschrift Science Woese als „Microbiology’s Scarred Revolutionary“ (der mit Narben bedeckte Revolutionär der Mikrobiologie). Doch die wachsende Anzahl unterstützender Daten führte die wissenschaftliche Gemeinschaft dazu, die Archaeen als Domäne zu akzeptieren.

## Horizontaler Gentransfer, Darwinsche Schwelle
Nach Woese tauschten zu Beginn des Lebens die Organismen ihre Gene in einem gemeinsamen Genpool frei aus (horizontaler Gentransfer), ohne dass es zu einer Artbildung gekommen wäre. Dieser freie Austausch genetischer Innovationen war die treibende Kraft der frühen Zellevolution. Darwins Idee der gemeinsamen Abstammung von einer Urzelle ist damit hinfällig. Mit wachsender Komplexität der Organismen wurde der Gentransfer problematischer; die Gene wurden zunehmend exklusiv an die direkten Nachkommen weitergegeben (vertikaler Gentransfer). Diesen Übergang hat Woese die „Darwinsche Schwelle“ („Darwinian Threshold“) genannt. Da der Übergang fließend war, ist der Stammbaum in Wurzelnähe ein Geflecht, mit variierendem Ergebnis für die Wurzel, je nach dem betrachteten genetischen Material.

## Auszeichnungen
- Mitglied der Deutschen Akademie der Naturforscher Leopoldina seit 1983
- MacArthur Fellowship 1984
- Mitglied der American Academy of Arts and Sciences seit 1985
- Korrespondierendes Mitglied der Bayerischen Akademie der Wissenschaften seit 1987
- Mitglied der National Academy of Sciences seit 1988
- Leeuwenhoek-Medaille von der Königlich Niederländischen Akademie der Wissenschaften 1992 – ein Preis, welcher alle zehn Jahre an einen Wissenschaftler verliehen wird, der herausragende Beiträge im Bereich der Mikrobiologie in der letzten Dekade geleistet hat
- Selman A. Waksman Award in Microbiology der National Academy of Sciences 1997[8]
- National Medal of Science (USA) 2000
- Waksman Medaille des Waksman Institute of Microbiology der Rutgers University (USA) 2000
- Crafoord-Preis durch die Königlich Schwedische Akademie der Wissenschaften 2003 „for his discovery of a third domain of life“ (für seine Entdeckung einer dritten Domäne des Lebens)
- Mitglied der American Philosophical Society 2004[9]
- Auswärtiges Mitglied („Foreign Member“) der Royal Society 2006